# Vatnsoyrar
Vatnsoyrar [vatnsɔiɹaɹ] op het eiland Vágar is de enige plaats op de Faeröer die niet aan zee ligt. Daarentegen ligt het dorp aan het grootste meer van de Faeröer, Leitisvatn.
Vatnsoyrar werd in 1921 gesticht en is een van de nieuwste plaatsen op de eilandengroep. Het werd door drie mannen gesticht, die elk een stuk land kregen toebedeeld en zich daar met hun gezinnen op vestigden. Het dorp ligt te midden van de hoger gelegen weidegronden van Miðvágur en maakt deel uit van de gemeente Miðvágur. De Britse luchtmacht maakte gedurende de bezetting van de Faeröer in de Tweede Wereldoorlog gebruik van het Leitisvatn als landingsplaats voor watervliegtuigen. Bovendien werd direct ten westen van het meer de Luchthaven Vágar aangelegd. De plaatselijke bevolking werd voor de duur van de oorlog geëvacueerd, maar kon na afloop ervan weer terugkeren.
In Vatnsoyrar bevindt zich een klein automuseum, het Vatnsoyra Bilasavn, met onder andere een Ford Model T uit 1915 en een Ford Model TT vrachtwagen uit 1922. De TT-vrachtwagens waren in 1922 de allereerste auto's op de Faeröer. Het museum is alleen op afspraak te bezoeken (tel. 00298-332177).
In het dorp is verder een fabriek gevestigd waar deuren en ramen worden geproduceerd (Vatnsoyra Snikkaravirki). Bovendien is er een vakantiekamp voor christelijke jongeren.
De gemeente heeft in 2006 het plan opgevat om het dorp aanzienlijk uit te breiden met een nieuwbouwwijkje van 25 percelen. Dit zou een verdubbeling van het inwonertal betekenen.

## Externe links

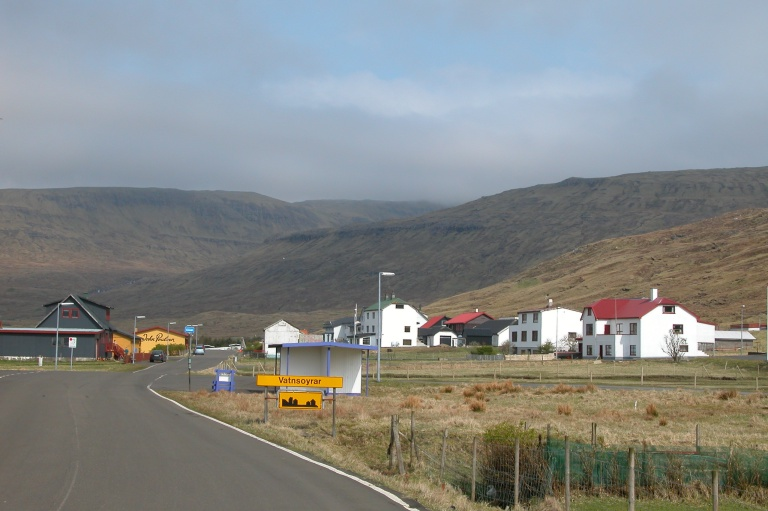
Toegang tot het dorp
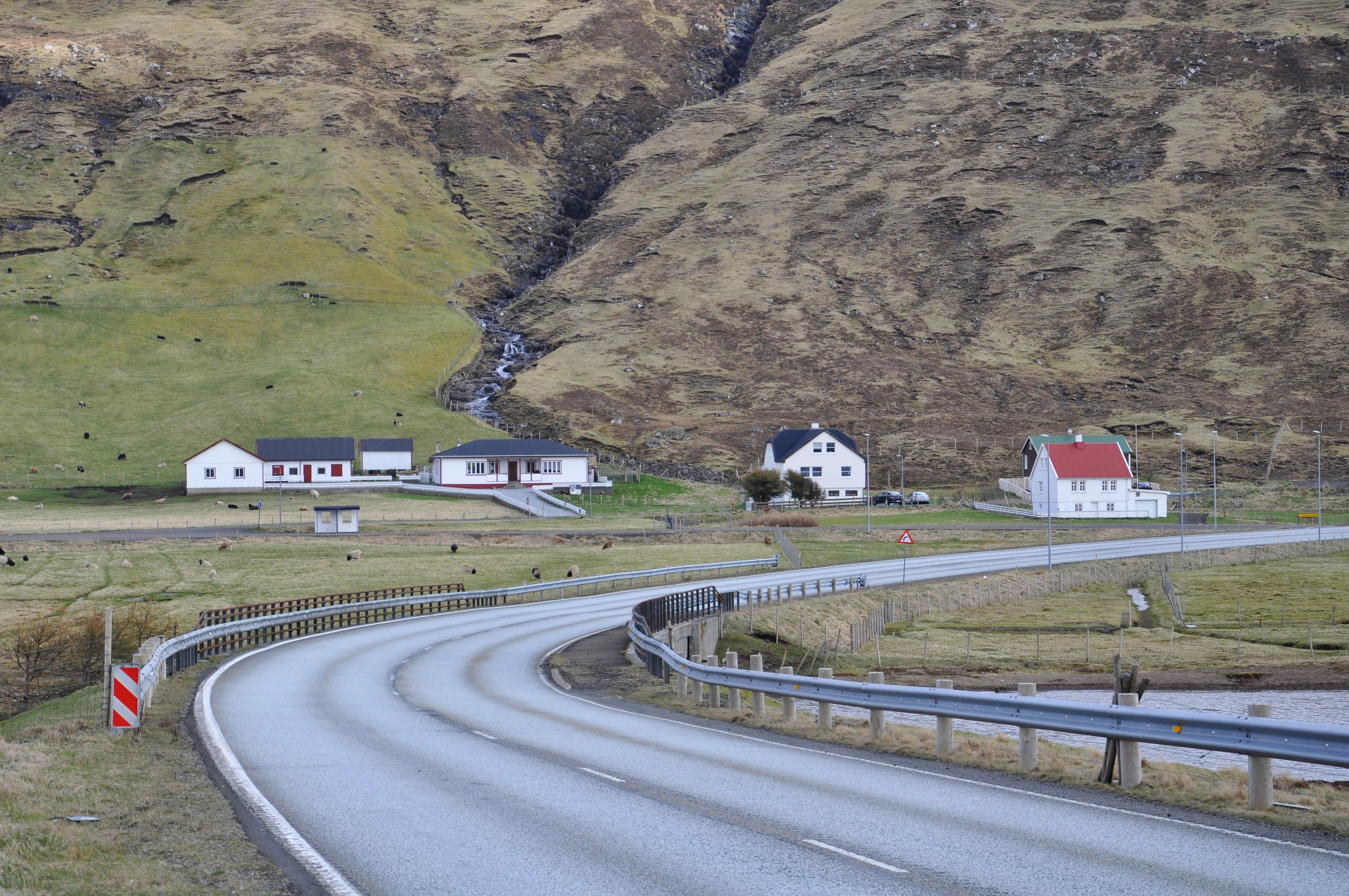
Hoofdweg No.11 langs Vatnsoyrar
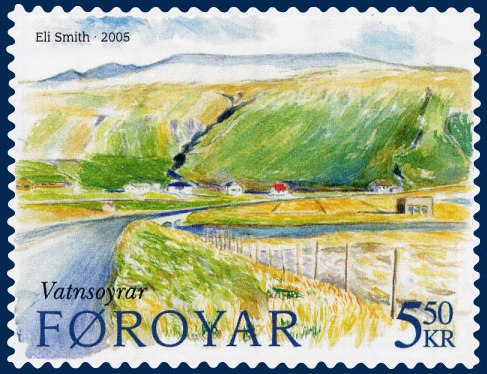
Hetzelfde beeld op een postzegel van Eli Smith, 2005
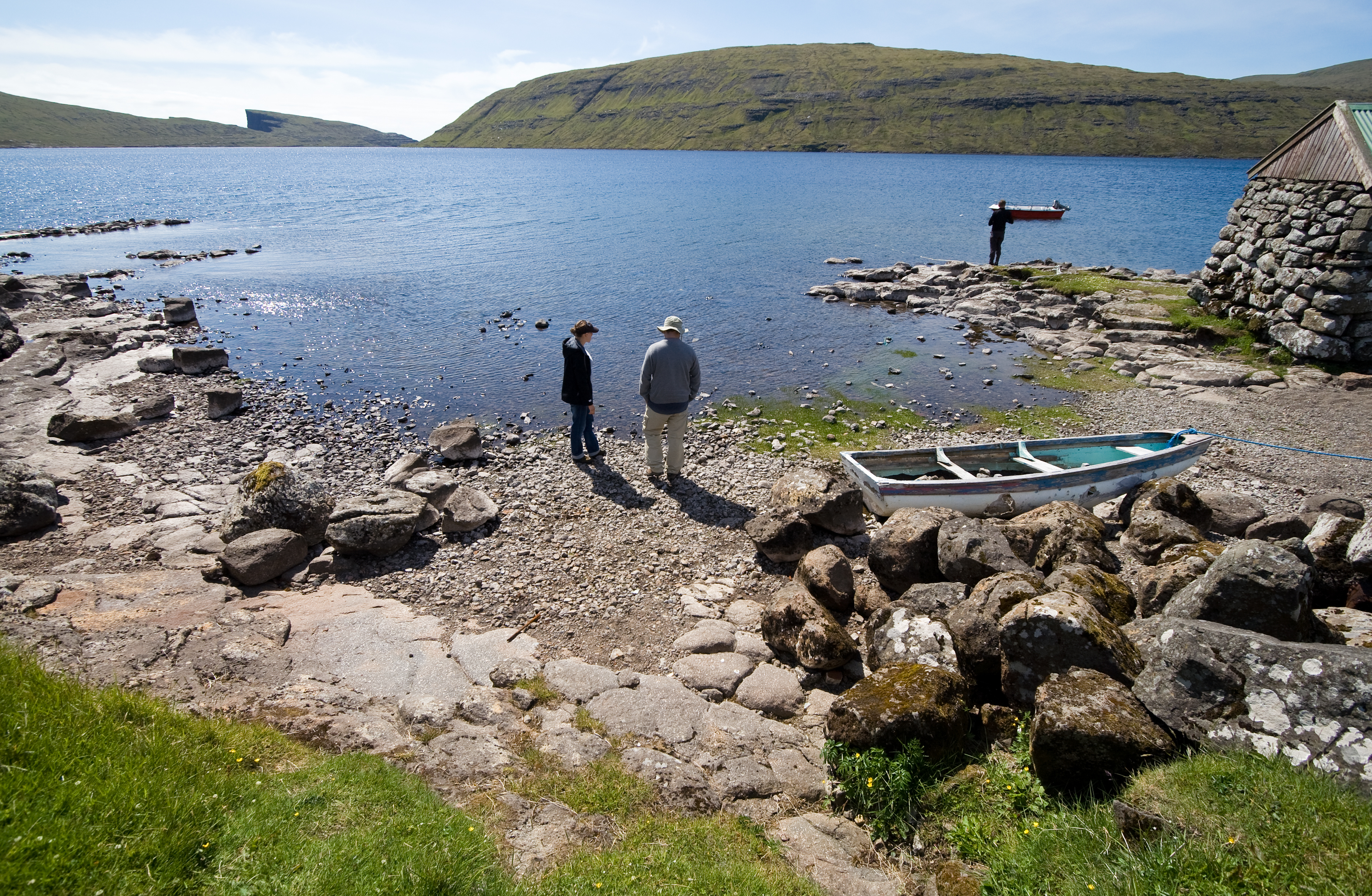
Tafereel aan de oever van het Leitisvatn bij Vatnsoyrar